# Persone di cognome González
| Questa pagina contiene informazioni ricavate automaticamente dalle voci biografiche con l'ausilio del template Bio e di un bot. L'aggiornamento è periodico e automatico e ricostruisce completamente la pagina. Se manca una persona in questa lista, sei pregato di non aggiungerla, ma accertati piuttosto che la sua voce biografica contenga il template Bio e che i dati anagrafici siano correttamente compilati. Se il template Bio manca, inseriscilo tu stesso o, in alternativa, metti l'avviso {{tmp\|Bio}} che ne segnala la mancanza. Se i dati riportati sono sbagliati, correggi direttamente la voce biografica; le modifiche saranno visibili in questa lista entro pochi giorni. Per chiarimenti vedi il progetto antroponimi. La lista contiene solo le 125 persone che sono citate nell'enciclopedia e per le quali è stato implementato correttamente il template Bio. Pagina aggiornata al 7 ago 2025. |

Questa è una lista di persone presenti nell'enciclopedia che hanno il cognome González, suddivise per attività principale.

## Allenatori di calcio(3)
- Lucho González, allenatore di calcio e ex calciatore argentino (Buenos Aires, n. 1981)
- Pablo Andrés González, allenatore di calcio e ex calciatore argentino (Tandil, n. 1985)
- Kily González, allenatore di calcio, dirigente sportivo e ex calciatore argentino (Rosario, n. 1974)

## Allenatori di pallacanestro(1)
- Israel González, allenatore di pallacanestro spagnolo (Torrelavega, n. 1975)

## Allenatrici di pallacanestro(1)
- Michelle González, allenatrice di pallacanestro e ex cestista portoricana (San Juan, n. 1989)

## Allenatrici di pallavolo(1)
- Sol González, allenatrice di pallavolo e ex pallavolista portoricana (n. 1990)

## Arcivescovi cattolici(1)
- Raúl Gómez González, arcivescovo cattolico messicano (Capilla de Guadalupe, n. 1954)

## Astronomi(1)
- Luis Eduardo González, astronomo cileno

## Attiviste(1)
- X González, attivista statunitense (n. 1999)

## Attori(3)
- Álex González, attore spagnolo (Madrid, n. 1980)
- Juanlu González, attore, architetto e modello spagnolo (Cordova, n. 1991)
- Llorenç González, attore spagnolo (Barcellona, n. 1984)

## Attori pornografici(1)
- Nacho Vidal, ex attore pornografico spagnolo (Mataró, n. 1973)

## Attrici(5)
- Elena González, attrice, giornalista e ballerina spagnola (Avilés, n. 1991)
- Humberly González, attrice venezuelana (Punto Fijo, n. 1992)
- Liliana González, attrice colombiana (Cali, n. 1970)
- Manuela González, attrice colombiana (Bogotà, n. 1977)
- Marisela González, attrice colombiana (Pereira, n. 1968)

## Cantautori(1)
- José González, cantautore e musicista svedese (Göteborg, n. 1978)

## Cestiste(1)
- Débora González, cestista argentina (Lomas de Zamora, n. 1990)

## Cestisti(4)
- Carlos González, cestista argentino (Chivilcoy, n. 1947 - La Plata, † 2012)
- José González, cestista cileno (Valparaíso, n. 1914)
- Luciano González, cestista argentino (Paraná, n. 1990)
- Román González, cestista argentino (Lanús, n. 1978)

## Fisiche(1)
- Gabriela González, fisica e astronoma argentina (Córdoba, n. 1965)

## Giocatori di baseball(3)
- Carlos González, giocatore di baseball venezuelano (Maracaibo, n. 1985)
- Adrián González, ex giocatore di baseball statunitense (San Diego, n. 1982)
- Marwin González, giocatore di baseball venezuelano (Puerto Ordaz, n. 1989)

## Giocatori di calcio a 5(2)
- Esteban González, ex giocatore di calcio a 5 argentino (Buenos Aires, n. 1977)
- Luis Alberto González, ex giocatore di calcio a 5 paraguaiano

## Giornalisti(1)
- Cecilio Báez, giornalista e politico paraguaiano (Asunción, n. 1862 - Asunción, † 1941)

## Ingegneri(1)
- Roberto Kobeh González, ingegnere messicano (Huixtla, n. 1943)

## Judoka(1)
- Asley González, judoka cubano (Caibarién, n. 1990)

## Militari(2)
- Ermenegildo González, militare spagnolo
- Mendo II Gonçalves, militare spagnolo (Aveloso, † 1008)

## Modelle(3)
- Guadalupe González, modella paraguaiana (Lambaré, n. 1992)
- Bimba Bosé, modella, cantante e attrice spagnola (Roma, n. 1975 - Madrid, † 2017)
- Jaslene González, modella e conduttrice televisiva portoricana (Porto Rico, n. 1986)

## Musicisti(1)
- Juan de Marcos González, musicista cubano (L'Avana, n. 1954)

## Nobili(1)
- Ferdinando Gonzales, nobile spagnolo (Burgos, n. 910 - Burgos, † 970)

## Pallavoliste(4)
- Geraldine González, pallavolista dominicana (Haina, n. 2002)
- Laurie González, pallavolista portoricana (Carolina, n. 1989)
- Oneida González, pallavolista venezuelana (El Sombrero, n. 1981)
- Valeria González, pallavolista portoricana (n. 1988)

## Pallavolisti(2)
- Alexis González, pallavolista argentino (Buenos Aires, n. 1981)
- Demián González, pallavolista argentino (Morón, n. 1983)

## Piloti automobilistici(2)
- José Froilán González, pilota automobilistico argentino (Arrecifes, n. 1922 - Arrecifes, † 2013)
- Rodolfo González, pilota automobilistico venezuelano (Caracas, n. 1986)

## Politiche(1)
- Mónica Silvana González, politica spagnola (Buenos Aires, n. 1976)

## Politici(4)
- Ignacio María González, politico dominicano (Santo Domingo, n. 1838 - Santo Domingo, † 1915)
- Julio Anguita, politico spagnolo (Fuengirola, n. 1941 - Cordova, † 2020)
- Lázaro Chacón González, politico e generale guatemalteco (Teculután, n. 1873 - New Orleans, † 1931)
- Vicente González, politico statunitense (Corpus Christi, n. 1967)

## Presbiteri(1)
- Toribio Romo González, presbitero messicano (Jalisco, n. 1900 - Tequila, † 1928)

## Pugili(5)
- Humberto González, pugile messicano (Nezahualcóyotl, n. 1966)
- Betulio González, ex pugile venezuelano (Maracaibo, n. 1949)
- Kid Gavilán, pugile cubano (Camagüey, n. 1926 - Miami, † 2003)
- Jhonny González, pugile messicano (Pachuca, n. 1981)
- Rodolfo González, ex pugile messicano (Guadalajara, n. 1945)

## Religiosi(2)
- Martín González, religioso e scrittore spagnolo (n. 1515 - † 1580)
- Pedro González, religioso spagnolo (Astorga, n. 1190 - Tui, † 1246)

## Schermitrici(1)
- Úrsula González, schermitrice messicana (Ciudad Victoria, n. 1991)

## Scrittrici(1)
- Eva González Fernández, scrittrice spagnola (Palacios del Sil, n. 1918 - León, † 2006)

## Tenniste(1)
- Viviana González, ex tennista argentina (Rosarina, n. 1958)

## Tennisti(3)
- Pancho Gonzales, tennista statunitense (Los Angeles, n. 1928 - Las Vegas, † 1995)
- Alejandro González, ex tennista colombiano (Medellín, n. 1989)
- Francisco González, ex tennista paraguaiano (Wiesbaden, n. 1955)

## Wrestler(2)
- Giant González, wrestler e cestista argentino (Formosa, n. 1966 - General José de San Martín, † 2010)
- Raquel Rodriguez, wrestler statunitense (La Feria, n. 1991)